# NASA Clean Air Study
NASA's schoneluchtstudie (Engels: NASA Clean Air Study) was een onderzoek geleid door de NASA, in samenwerking met de Associated Landscape Contractors of America (ALCA).
De resultaten toonden aan dat bepaalde kamerplanten op een natuurlijke manier bepaalde giftige stoffen in de lucht, zoals benzeen, formaldehyde en trichloorethyleen, kunnen neutraliseren, bijvoorbeeld ter verbetering van de negatieve effecten van het sickbuildingsyndroom.
De eerste lijst van planten werd samengesteld door de NASA als onderdeel van een "schoneluchtstudie" gepubliceerd in 1989, waarmee men manieren zocht om lucht te zuiveren in ruimtestations. Naast het opnemen van koolstofdioxide en het afgeven van zuurstof, wat alle planten doen, elimineerden deze planten aanzienlijke hoeveelheden benzeen, formaldehyde en trichloorethyleen. Ander onderzoek heeft aangetoond dat de micro-organismen in de potgrond (bodem) van een plant ook kunnen bijdragen aan het verwijderden van benzeen uit de lucht.
NASA-onderzoekers stelden ook dat een efficiënte luchtreiniging wordt bereikt met ten minste één plant per 10 m² huis- of kantoorruimte.

## Kritiek
Het onderzoek betrof de eliminatie van giftige chemicaliën door planten in een hermetisch afgesloten ruimte. Desalniettemin werden de resultaten zonder enige kritiek - vooral in de plantenhandel - zo geïnterpreteerd, dat de luchtfilterende werking ook voor normale huiskamers zou gelden. Een analyse van alle onderzoekingen op dit gebied uit 2020 kwam echter tot de conclusie dat voor het omzetten van de werking in de experimentele setting in een alledaagse omgeving 10 tot 1000 planten per m2 nodig zouden zijn. Hieruit volgt dat de luchtfilterende werking van de onderzochte planten weliswaar meetbaar, maar voor een normale woonomgeving feitelijk te verwaarlozen is.